# گورستان اسلامی
قبرستان اسلامی مربوط به دوران‌های تاریخی پس از اسلام است و در شهرستان سقز، بخش زیویه، روستای پارسانیان واقع شده و این اثر در تاریخ ۲۵ اسفند ۱۳۸۰ با شمارهٔ ثبت ۵۱۰۸ به‌عنوان یکی از آثار ملی ایران به ثبت رسیده است.